# Seznam anglických královen

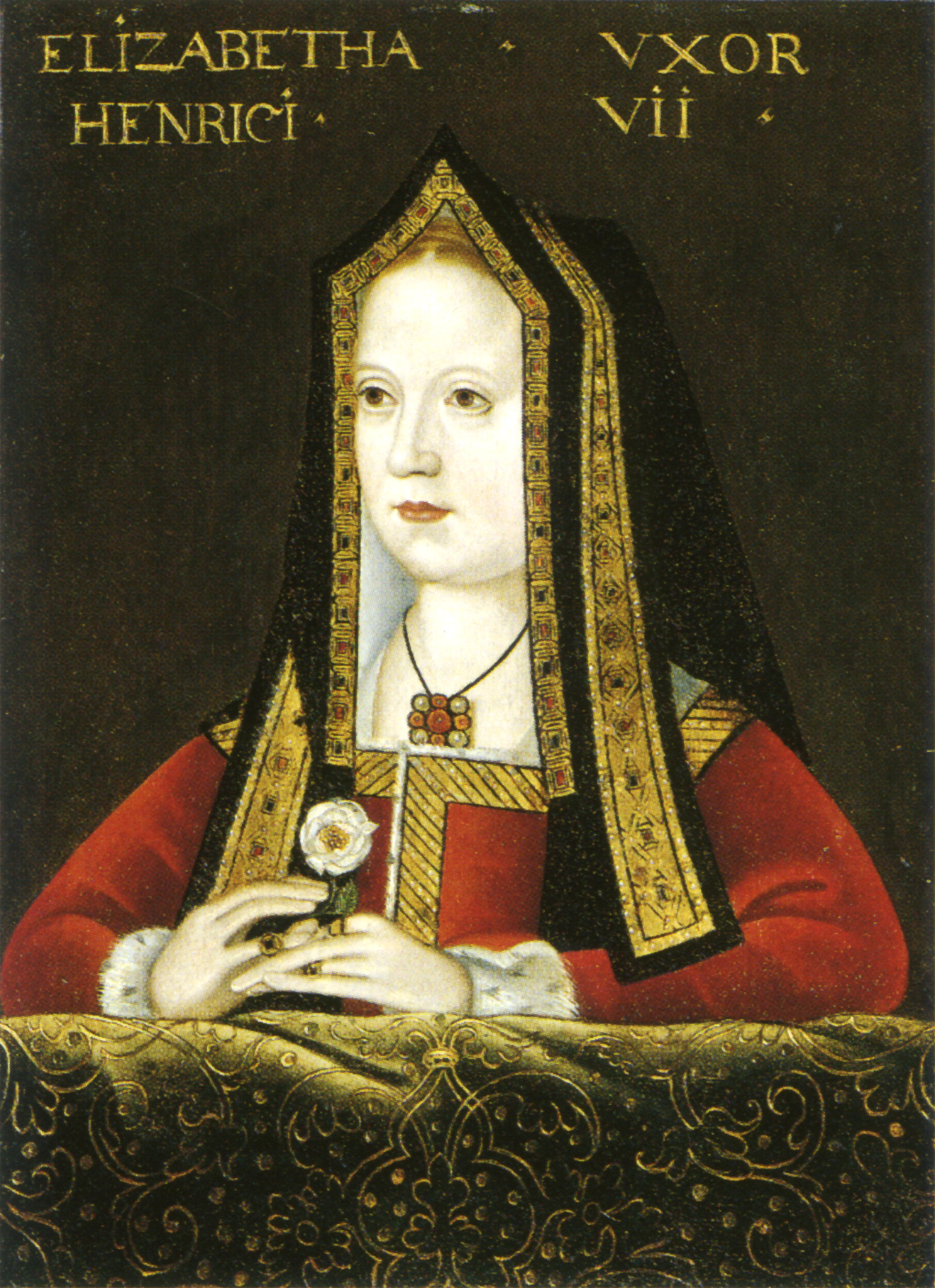
Alžběta z Yorku: královna, dcera, sestra a matka králů

Seznam anglických královen uvádí královny, které byly manželkami vládců Anglie (anglicky queen consort). Kromě toho existovaly královny ve smyslu samostatných vládkyň (anglicky queen), které nejsou v seznamu níže uvedeny; byly to Matylda Anglická (sporná), Jana Greyová (sporná), Marie I. Tudorovna, Alžběta I., Marie II. Stuartovna (spoluvládkyně) a Anna Stuartovna. Anglické království bylo v době Anniny vlády v roce 1707 sloučeno se Skotskem, a vznikla tak Velká Británie. Titul anglické královny tehdy přestal existovat a Anna Stuartovna se stala první královnou Velké Británie.

## Rod Mercia, 774–796
| Portrét | Jméno      | Rod | Narození | Svatba | Královnou od | Korunovace | Královnou do              | Úmrtí  | Manžel         |
| ------- | ---------- | --- | -------- | ------ | ------------ | ---------- | ------------------------- | ------ | -------------- |
|         | Cynethryth | –   | –        | –      | –            | –          | 26. nebo 29. červenec 796 | po 798 | Offa Mercijský |
| Portrét | Jméno      | Rod | Narození | Svatba | Královnou od | Korunovace | Královnou do              | Úmrtí  | Manžel         |

## Wessexové, 802–1016
| Portrét | Jméno                  | Rod                | Narození  | Svatba                  | Královnou od            | Korunovace     | Královnou do                             | Úmrtí                 | Manžel                     |
| ------- | ---------------------- | ------------------ | --------- | ----------------------- | ----------------------- | -------------- | ---------------------------------------- | --------------------- | -------------------------- |
|         | Redburga               | –                  | –         | 800                     | –                       | –              | –                                        | –                     | Ecgberht                   |
|         | Osburga                | –                  | –         | –                       | –                       | –              | –                                        | –                     | Æthelwulf                  |
|         | Judita Flanderská      | Karlovci           | říjen 844 | 1) 1. říjen 856; 2) 858 | 1) 1. říjen 856; 2) 858 |                | 1) 13. leden 858 2) 860 Svatba anulována | 870                   | 1) Æthelwulf; 2) Æthelbald |
|         | Wulfrida               |                    | ?         | 868                     | 868                     | –              | ?                                        | ?                     | Æthelred                   |
|         | Ealhswith              |                    | c.852     | 868                     | 23. duben 871           | –              | 26. říjen 899                            | 5. prosinec 905       | Alfréd Veliký              |
|         | Ælfflæd                |                    | ?         | c.899                   | c.899                   | –              | –                                        | ? (po 924?)           | Eduard I. Starší           |
|         | Edgiva z Kentu         |                    | ?         | c.919                   | c.919                   | –              | 17. červenec 924                         | 25. srpen 968         | Eduard I. Starší           |
|         | Ælfgifu ze Shaftesbury | –                  | –         | –                       | –                       | –              | 944?                                     | 944?                  | Edmund I.                  |
|         | Æthelflæd z Damerhamu  |                    | –         | 944                     | 944                     | –              | 26. květen 946                           | mezi 962 (975) a 991  | Edmund I.                  |
|         | Ælfgifu                | –                  | –         | 955                     | 955                     | –              | 958                                      | září 959              | Edwy                       |
|         | Ælfthryth              |                    | c.945     | 964/965                 | 964/965                 | 11. květen 973 | 8. červenec 975                          | 17. listopad 999–1001 | Edgar                      |
|         | Ælfgifu z Yorku        | –                  | –         | 991                     | 991                     | –              | –                                        | –                     | Æthelred II.               |
|         | Emma Normanská         | Normanská dynastie | c.985     | 1002                    | 1002                    | –              | 23. duben 1016                           | 6. březen 1052        | Æthelred II.               |
|         | Ealdgyth               | –                  | c.963     | 1015                    | 23. duben 1016          | –              | 30. listopad 1016                        | 1017                  | Edmund II.                 |
| Portrét | Jméno                  | Rod                | Narození  | Svatba                  | Královnou od            | Korunovace     | Královnou do                             | Úmrtí                 | Manžel                     |

## Dánští králové, 1016–1042
| Portrét | Jméno          | Rod                | Narození | Svatba        | Královnou od  | Korunovace | Královnou do      | Úmrtí          | Manžel         |
| ------- | -------------- | ------------------ | -------- | ------------- | ------------- | ---------- | ----------------- | -------------- | -------------- |
|         | Emma Normanská | Normanská dynastie | c.985    | červenec 1017 | červenec 1017 |            | 12. listopad 1035 | 6. březen 1052 | Knut I. Veliký |
| Portrét | Jméno          | Rod                | Narození | Svatba        | Královnou od  | Korunovace | Královnou do      | Úmrtí          | Manžel         |

## Wessexové(znovu) a rod Godwin, 1042–1066
| Portrét | Jméno             | Rod       | Narození | Svatba     | Královnou od | Korunovace   | Královnou do   | Úmrtí             | Manžel               |
| ------- | ----------------- | --------- | -------- | ---------- | ------------ | ------------ | -------------- | ----------------- | -------------------- |
|         | Edita z Wessexu   | Godwinové | 1029     | 1045       | 1045         | Nekorunována | 4. leden 1066  | 19. prosinec 1075 | Eduard III. Vyznavač |
|         | Ealdgyth z Mercie | –         | ?        | leden 1066 | leden 1066   | Nekorunována | 14. říjen 1066 | ?                 | Harold II. Godwinson |
| Portrét | Jméno             | Rod       | Narození | Svatba     | Královnou od | Korunovace   | Královnou do   | Úmrtí             | Manžel               |

## Normanská dynastie, 1066–1135
V roce 1066 normanský vévoda Vilém porazil Harolda II. v bitvě u Hastingu a stal se novým králem. Jeho manželka Matilda se stala anglickou královnou. Jeho nejmladší syn Jindřich I. ovšem zemřel bez syna a dynastie tak vymřela v roce 1135.
| Portrét | Jméno              | Rod         | Narození | Svatba            | Královnou od      | Korunovace           | Královnou do     | Úmrtí            | Manžel               |
| ------- | ------------------ | ----------- | -------- | ----------------- | ----------------- | -------------------- | ---------------- | ---------------- | -------------------- |
|         | Matylda Flanderská | Flanderští  | c. 1031  | 1053              | 25. prosinec 1066 | 11. květen 1068      | 2. listopad 1083 | 2. listopad 1083 | Vilém I. Dobyvatel   |
|         | Matylda Skotská    | Dunkeldové  | c. 1080  | 11. listopad 1100 | 11. listopad 1100 | 11 (?) listopad 1100 | 1. květen 1118   | 1. květen 1118   | Jindřich I. Anglický |
|         | Adeliza z Lovaně   | Reginarovci | c. 1103  | 24. leden 1121    | 24. leden 1121    | 30. leden 1121       | 1. prosinec 1135 | 23. duben 1151   | Jindřich I. Anglický |
| Portrét | Jméno              | Rod         | Narození | Svatba            | Královnou od      | Korunovace           | Královnou do     | Úmrtí            | Manžel               |

## Rod Blois, 1135–1154
V roce 1135 si Štěpán III. z Blois, syn sestry Jindřicha I. Adély, nárokoval anglický trůn. Jeho sestřenice, císařovna Matylda Anglická, si dědictví nárokovala také. Štěpánova manželka Matylda z Boulogne se stala královnou, ale jejich nejstarší syn zemřel. Dalším králem se stal syn císařovny Matyldy Jindřich II. Plantagenet.
| Portrét | Jméno              | Rod                 | Narození | Svatba | Královnou od      | Korunovace      | Královnou do   | Úmrtí          | Manžel              |
| ------- | ------------------ | ------------------- | -------- | ------ | ----------------- | --------------- | -------------- | -------------- | ------------------- |
|         | Matylda z Boulogne | Dynastie z Boulogne | c. 1105  | 1125   | 22. prosinec 1135 | 22. březen 1136 | 3. květen 1152 | 3. květen 1152 | Štěpán III. z Blois |
| Portrét | Jméno              | Rod                 | Narození | Svatba | Královnou od      | Korunovace      | Královnou do   | Úmrtí          | Manžel              |

## Plantageneti, 1154–1485

### Přímá linie, 1154–1399
| Portrét | Jméno                    | Rod                          | Narození            | Svatba                          | Královnou od                    | Korunovace         | Královnou do            | Úmrtí             | Manžel                    |
| ------- | ------------------------ | ---------------------------- | ------------------- | ------------------------------- | ------------------------------- | ------------------ | ----------------------- | ----------------- | ------------------------- |
|         | Eleonora Akvitánská      | Ramnulfovci                  | c. 1122             | 18. květen 1152                 | 25. říjen 1154                  | 19. prosinec 1154  | 6. červenec 1189        | 1. duben 1204     | Jindřich II. Plantagenet  |
|         | Berengarie Navarrská     | Jiménezové                   | mezi 1165 a 1170    | 12. květen 1191                 | 12. květen 1191                 | Nekorunována       | 6. duben 1199           | 23. prosinec 1230 | Richard I. Lví srdce      |
|         | Isabela z Angoulême      | Tailleferové                 | c. 1187             | 24. srpen 1200                  | 24. srpen 1200                  | 8. říjen 1200      | 18. nebo 19. říjen 1216 | 31. květen 1246   | Jan Bezzemek              |
|         | Eleonora Provensálská    | Barcelonská dynastie         | c. 1223             | 14. leden 1236                  | 14. leden 1236                  | 20. leden 1236     | 16. listopad 1272       | 24. červen 1291   | Jindřich III. Plantagenet |
|         | Eleonora Kastilská       | Burgundsko-ivrejská dynastie | 1241                | 1. listopad 1254                | 16. listopad 1272               | 19. srpen 1274     | 28. listopad 1290       | 28. listopad 1290 | Eduard I.                 |
|         | Markéta Francouzská      | Kapetovci                    | 1282                | 8. nebo 10. září 1299           | 8. nebo 10. září 1299           | 1299?              | 7. červenec 1307        | 14. únor 1317     | Eduard I.                 |
|         | Isabela Francouzská      | Kapetovci                    | mezi 1288 a 1296    | 25. leden 1308                  | 25. leden 1308                  | 25. únor 1308      | 20. leden 1327          | 22. srpen 1358    | Eduard II.                |
|         | Filipa z Hainault        | Dynastie Avesnes             | 24. červen 1311 (?) | 24. leden 1328                  | 24. leden 1328                  | 18. únor 1330      | 15. srpen 1369          | 15. srpen 1369    | Eduard III.               |
|         | Anna Lucemburská (Česká) | Lucemburkové                 | 11. květen 1366     | 20. leden 1383 (?)              | 20. leden 1383 (?)              | 22. leden 1383 (?) | 7. červen 1394          | 7. červen 1394    | Richard II.               |
|         | Isabella z Valois        | Valois                       | 9. listopad 1387    | 31. říjen nebo 1. listopad 1396 | 31. říjen nebo 1. listopad 1396 | 8. leden 1397      | 30. září 1399           | 13. září 1409     | Richard II.               |
| Portrét | Jméno                    | Rod                          | Narození            | Svatba                          | Královnou od                    | Korunovace         | Královnou do            | Úmrtí             | Manžel                    |

### Lancasterové, 1399–1461, 1470–1471
| Portrét | Jméno             | Rod            | Narození        | Svatba         | Královnou od   | Korunovace      | Královnou do    | Úmrtí            | Manžel       |
| ------- | ----------------- | -------------- | --------------- | -------------- | -------------- | --------------- | --------------- | ---------------- | ------------ |
|         | Jana Navarrská    | Évreux-Navarre | c. 1370         | 7. únor 1403   | 7. únor 1403   | 26. únor 1403   | 20. březen 1413 | 9. červenec 1437 | Jindřich IV. |
|         | Kateřina z Valois | Valois         | 27. říjen 1401  | 2. červen 1420 | 2. červen 1420 | 23. únor 1421   | 31. srpen 1422  | 3. leden 1437    | Jindřich V.  |
|         | Markéta z Anjou   | Valois-Anjou   | 23. březen 1429 | 23. duben 1445 | 23. duben 1445 | 30. květen 1445 | 21. květen 1471 | 25. srpen 1482   | Jindřich VI. |
| Portrét | Jméno             | Rod            | Narození        | Svatba         | Královnou od   | Korunovace      | Královnou do    | Úmrtí            | Manžel       |

### Yorkové, 1461–1470, 1471–1485
| Portrét | Jméno               | Rod       | Narození        | Svatba            | Královnou od    | Korunovace      | Královnou do    | Úmrtí           | Manžel       |
| ------- | ------------------- | --------- | --------------- | ----------------- | --------------- | --------------- | --------------- | --------------- | ------------ |
|         | Alžběta Woodvillová | Woodville | c. 1437         | 1. květen 1464    | 1. květen 1464  | 26. květen 1465 | 9. duben 1483   | 8. červen 1492  | Eduard IV.   |
|         | Anna Nevillová      | Neville   | 11. červen 1456 | 12. červenec 1472 | 26. červen 1483 | 6 červenec1483  | 16. březen 1485 | 16. březen 1485 | Richard III. |
| Portrét | Jméno               | Rod       | Narození        | Svatba            | Královnou od    | Korunovace      | Královnou do    | Úmrtí           | Manžel       |

## Tudorovci, 1485–1603
| Portrét | Jméno              | Rod          | Narození          | Svatba          | Královnou od    | Korunovace        | Královnou do                      | Úmrtí                     | Manžel               |
| ------- | ------------------ | ------------ | ----------------- | --------------- | --------------- | ----------------- | --------------------------------- | ------------------------- | -------------------- |
|         | Alžběta z Yorku    | Yorkové      | 11. únor 1466     | 18. leden 1486  | 18. leden 1486  | 25. listopad 1487 | 11. únor 1503                     | 11. únor 1503             | Jindřich VII. Tudor  |
|         | Kateřina Aragonská | Trastámarové | 16. prosinec 1485 | 11. červen 1509 | 11. červen 1509 | 24. červen 1509   | 23. květen 1533 Svatba anulována  | 7. leden 1536             | Jindřich VIII. Tudor |
|         | Anna Boleynová     | Boleynové    | mezi 1501 a 1507  | 28. květen 1533 | 28. květen 1533 | 1 červen1533      | 19. květen 1536 popravena         | 19. květen 1536 popravena | Jindřich VIII. Tudor |
|         | Jana Seymourová    | Seymourové   | mezi 1507 a 1509  | 30. květen 1536 | 30. květen 1536 | Nekorunována      | 24. říjen 1537                    | 24. říjen 1537            | Jindřich VIII. Tudor |
|         | Anna Klevská       | Klévští      | 22. září 1515     | 6. leden 1540   | 6. leden 1540   | Nekorunována      | 9. červenec 1540 Svatba anulována | 16. červenec 1557         | Jindřich VIII. Tudor |
|         | Kateřina Howardová | Howardové    | mezi 1520 a 1525  | 28 červenec1540 | 28 červenec1540 | Nekorunována      | 22. listopad 1541                 | 13. únor 1542 popravena   | Jindřich VIII. Tudor |
|         | Kateřina Parrová   | Parr         | mezi 1512 a 1517  | 12 červenec1543 | 12 červenec1543 | Nekorunována      | 28 leden1547                      | 5. září 1548              | Jindřich VIII. Tudor |
| Portrét | Jméno              | Rod          | Narození          | Svatba          | Královnou od    | Korunovace        | Královnou do                      | Úmrtí                     | Manžel               |

## Stuartovci, 1603–1707
Po smrti vládnoucí královny Alžběty I. se stal anglickým králem skotský král Jakub VI. (Jakub I. Stuart). Jeho potomci s výjimkou interregna v letech 1649–1660 vládli Anglii jako králové do roku 1707, kdy byla ustavena Velká Británie.
| Portrét | Jméno                      | Rod       | Narození          | Svatba                                  | Královnou od                            | Korunovace        | Královnou do   | Úmrtí            | Manžel           |
| ------- | -------------------------- | --------- | ----------------- | --------------------------------------- | --------------------------------------- | ----------------- | -------------- | ---------------- | ---------------- |
|         | Anna Dánská                | Oldenburg | 14. říjen 1574    | 23. listopad 1589                       | 24. březen 1603                         | 25. červenec 1603 | 4. březen 1619 | 4. březen 1619   | Jakub I. Stuart  |
|         | Henrietta Marie Bourbonská | Bourboni  | 25. listopad 1609 | 11. květen 1625 (proxy) 13. červen 1625 | 11. květen 1625 (proxy) 13. červen 1625 | Nekorunována      | 30. leden 1649 | 10. září 1669    | Karel I. Stuart  |
|         | Kateřina z Braganzy        | Braganza  | 25. listopad 1638 | 21. květen 1662                         | 21. květen 1662                         | Nekorunována      | 6. únor 1685   | 30 listopad1 705 | Karel II. Stuart |
|         | Marie Beatrice d'Este      | Este      | 5. říjen 1658     | 30. září 1673 (proxy)                   | 6. únor 1685                            | 23. duben 1685    | 12. únor 1689< | 7. květen 1718   | Jakub II. Stuart |

Anna Stuartovna, dcera Jakuba II., dala 1. května 1707 vzniknout sjednocení Anglie a Skotska. Stala se tak první panovnicí Velké Británie. Další královny jsou uvedeny v seznamu britských královen a princů manželů.